# Peter Youngblood Hills
Peter Youngblood Hills (28 de janeiro de 1978) é um ator norte-americano. Ele é mais conhecido por interpretar o sargento Shifty "Darrel" Powers no seriado Band of Brothers da HBO.
Ele nasceu em Joanesburgo, filho de mãe americana e pai inglês, antes de se mudar para os Estados Unidos. Ele estudou em Mill Hill, uma escola particular no norte de Londres e completou os estudos se formando em 1998. Ele começou sua carreira atuando em vários comerciais de TV antes de passar para coisas maiores. Ele já apareceu em vários filmes como A Praia. Mas ele teve sua grande chance quando apareceu em todos os dez episódios de Band of Brothers, de Tom Hanks e Steven Spielberg.